# Galactokinase
Galactokinase (Galaktokinase; Gen: GALK1) heißt dasjenige Enzym, das die Phosphorylierung von D-Galactose katalysiert. Dies ist der erste Teilschritt beim Abbau dieses Kohlenhydrats. Die Galactokinase kommt in den meisten Lebewesen vor. Mutationen des GALK1-Gens im Menschen können zu Galaktosämie Typ 2 und Katarakt führen.
Die Hemmung der Galactokinase wurde zur Behandlung der Galaktosämie Typ 1 vorgeschlagen. Galaktokinasemangel ist die Ursache für erblichen Katarakt in mehreren Hunderassen.

## Katalysierte Reaktion
+ ATP  {\displaystyle \longrightarrow }   + ADP
α-D-Galactose wird zu Galactose-1-phosphat phosphoryliert. Als Substrat wird auch Galactosamin akzeptiert.